# Europaradweg R1
Von London bis nach Moskau verbindet der Europaradweg R1 (auch Europa-Radweg R1 oder Euro-Route R1 geschrieben) auf mehr als 5.100 Kilometern Menschen, Natur und Kultur aus zehn europäischen Ländern: Großbritannien, Frankreich, Belgien, Niederlande, Deutschland, Polen, Litauen, Lettland, Estland und Russland.

## Geschichte
Der erste 275 km lange Teilabschnitt des R1 wurde in den Jahren 1984 bis 1988 zwischen Höxter an der Weser und Zwillbrock an der niederländischen Grenze als erster selbstständiger Fernradweg in Gemeinschaftsarbeit von sechs Landkreisen und der Stadt Münster in Nordrhein-Westfalen gebaut. Als Erfinder, Initiator und Koordinator gilt der ehemalige Leitende Kreisbaudirektor Hans Mussenbrock in Höxter. Er brachte im Jahre 1980 die Idee ein, einen überörtlichen Radweg abseits der Hauptverkehrsstraßen unter Inanspruchnahme vorhandener Feld- und Waldwege zu bauen. Der Kreis Höxter gab ihm die Gelegenheit, seine Pläne im Zusammenwirken mit den beteiligten Kreisen und Städten in Westfalen-Lippe zu verwirklichen. So entstand nach fast achtjähriger Planungs- und Bauzeit der 275 Kilometer lange Streckenabschnitt, der in Zusammenarbeit mit den Kreisen Lippe, Gütersloh, Warendorf, Coesfeld, Borken und der Stadt Münster sowie der ideellen und finanziellen Unterstützung des Landschaftsverbandes Westfalen-Lippe (LWL) mit einem Kostenaufwand von rund 6 Millionen DM hergerichtet wurde. Vom LWL erhielt der erste sogenannte Fernradweg die Bezeichnung R1, weil er in seiner Vorreiterrolle als Erstlingswerk galt. Vielfach wurde er auch „Westfalen-Radweg“ genannt.
1989 verhandelte Mussenbrock mit den holländischen Nachbarn und erreichte die Weiterführung des Radweges durch die Niederlande und Belgien bis nach Boulogne-sur-Mer in Frankreich. Dort erhielt der Radweg die Bezeichnungen LF 1, LF 4 und LF 40.
Die Einweihung erfolgte am 3. Juli 1991 in Utrecht (Niederlande) durch die Stiftung „Landelijk Fietsplatform“ im Beisein einer Delegation des Kreises Höxter und Vertretern der niederländischen Regierung. Damit wurde der Europaradweg geboren und nahm mit einer vorläufigen Länge von rund 900 Kilometern erstmals Gestalt an. Der Wandel in Osteuropa und speziell in den innerdeutschen Beziehungen sowie der Fall der Berliner Mauer waren für Mussenbrock im Januar 1990 Anlass, eine Erweiterung des Europaradweges nach Osten einzuleiten, indem er den ersten Plan ausarbeitete und ihn den Landkreisen Holzminden, Northeim, Goslar, Wolfenbüttel und Helmstedt unterbreitete. Da er im April 1990 aus Altersgründen in den Ruhestand trat, übernahm der damalige Oberkreisdirektor Paul Sellmann seine Vision und betrieb das Vorhaben weiter. Als gleichzeitiger Chef der Kreispolizeibehörde unternahm er in den Jahren 1993 bis 1996 mit den örtlichen Polizeibehörden von Nordrhein-Westfalen, Brandenburg, Polen und Russland gemeinsame Radtouren, um mit deren Ortskenntnis die bestgeeigneten Wegstrecken ausfindig zu machen und sie mit den zuständigen Stellen festzulegen.
Inzwischen ist der R1 bis nach Narva in Estland ausgeschildert. In Brandenburg ist der R1 östlich von Berlin im Landkreis Märkisch-Oderland bis Ende 2007 vollkommen neu ausgebaut worden. Die Durchbindung des R1 durch Kaliningrad und nach Sankt Petersburg ist noch Gegenstand von Verhandlungen mit den dortigen Tourismusministerien.
Der in Deutschland verlaufende Teilabschnitt des Europaradweges R1 von der niederländischen bis zur polnischen Grenze mit einer Länge von rund 900 km soll bis Mitte 2012 einheitliche Qualitätsstandards erhalten und Modellroute für die Bundesrepublik werden. Das Pilotprojekt wird vom Bundesministerium für Verkehr, Bau- und Stadtentwicklung und vom Bundesministerium für Wirtschaft und Technologie sowie den beteiligten fünf Bundesländern gefördert. Projektträger ist der Deutsche Tourismusverband (DTV).

## Streckenführung

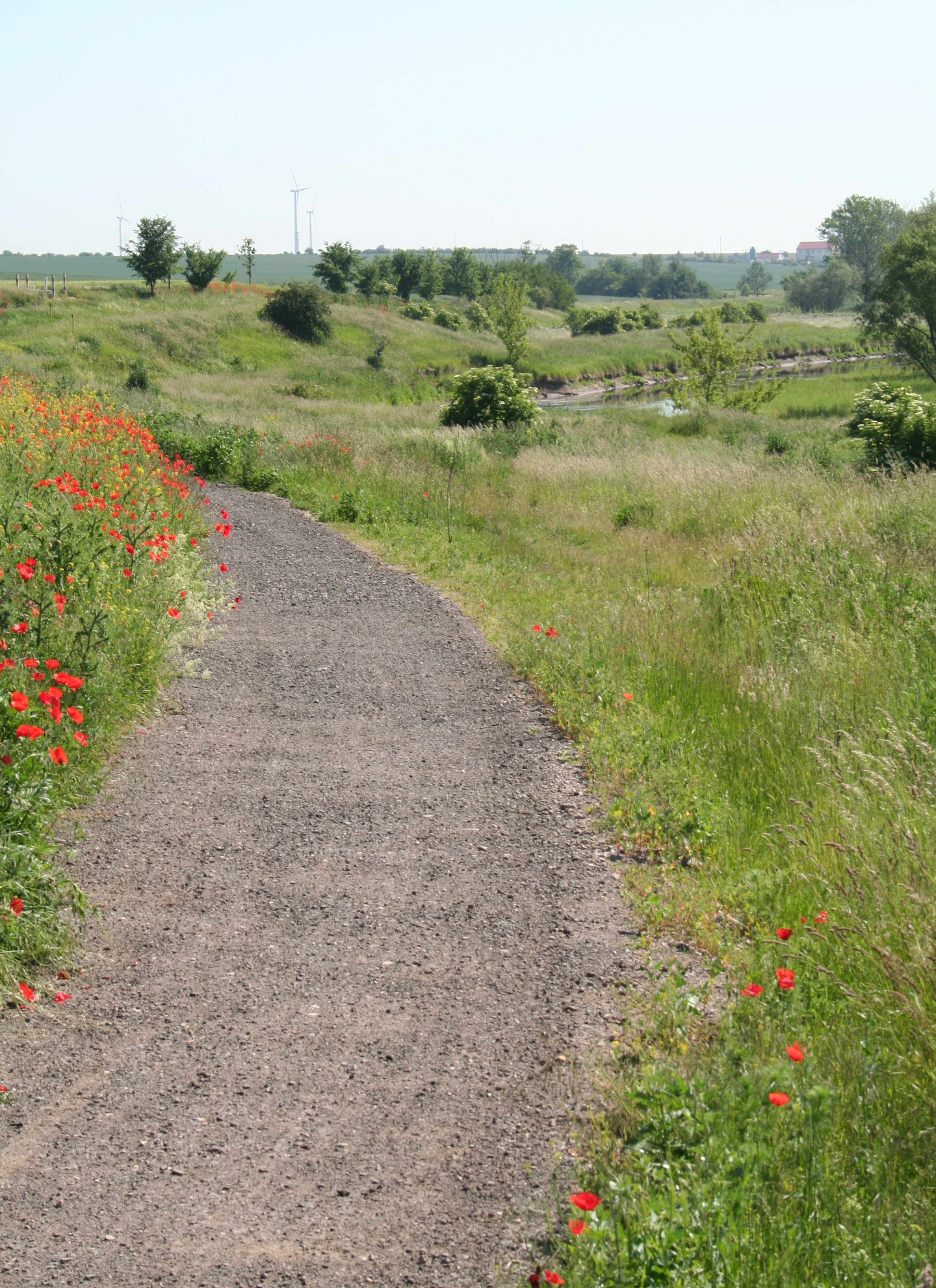
Der R1 verläuft auch durch Staßfurt. Rechts zu sehen ist der Fluss Bode

Bei der Führung wurde weitgehend darauf geachtet, dass auch für ungeübte Radfahrer und Familien die Strecke in angemessenen Etappen auf einer attraktiven Route zu bewältigen ist. Übernachtungs- und Verpflegungsmöglichkeiten sind nahe am Weg. Der Ausbaustand des Radweges ist aber in den unterschiedlichen Teilstücken verschieden.

### Großbritannien
Die 194 km lange Teilstrecke in Großbritannien führt von der Londoner Bahnstation Rotherhithe durch die Grafschaft Kent zum Fährhafen in Dover; dabei erfolgt die Streckenführung über Route 1 des National Cycle Network.

### Frankreich, Belgien und Niederlande
In Frankreich, Belgien und den Niederlanden gibt es ein stark ausgebautes Radroutennetz, das schon mit der geplanten Streckenführung beschildert ist. Wegen der Vielzahl der Radwege ist man aber noch auf gute Karten angewiesen. Für Frankreich besteht eine große und qualitativ ausgezeichnete Auswahl an Kartenmaterial.
Der R1 beginnt in Boulogne-sur-Mer in Frankreich, führt durch Brügge in Belgien, Den Haag, Utrecht und Arnheim in den Niederlanden und kreuzt bei Vreden die deutsch-niederländische Grenze.

### Deutschland
Der Routenverlauf des Europaradwegs in Deutschland entspricht der D-Route D3 des Deutschen Radnetzes.
Die über 1000 km lange Route führt abwechslungsreich durch unterschiedlichste Landschaftsformen und ein reiches Kulturangebot in Nordrhein-Westfalen, Niedersachsen, Sachsen-Anhalt, Berlin und Brandenburg. Beginnend an der deutsch-niederländischen Grenze am Zwillbrocker Venn geht es vom Münsterland zum Teutoburger Wald durch das Weserbergland und den Solling bis zum nördlichen Rand des Harzes. Von dort führt die Strecke weiter durch die Magdeburger Börde zur Elbe mit den UNESCO-Welterbestätten in Dessau-Roßlau und Lutherstadt Wittenberg und dem Biosphärenreservat Mittelelbe. Nach den Hügeln des Fläming werden Potsdam und Berlin erreicht. Östlich davon geht es durch die weiten Landschaften der Märkischen Schweiz und des Oderbruchs bis zur polnischen Grenze bei Küstrin-Kietz. Insgesamt lassen sich unterwegs 21 Landkreise und rund 100 Kommunen kennen lernen.
Bei der Führung wurde weitgehend darauf geachtet, dass auch für ungeübte Radfahrer und Familien die Strecke auf einer attraktiven Route zu bewältigen ist. Im Harz, zwischen Langelsheim und Ermsleben, sind einige starke Steigungen zu bewältigen.

### Polen
Der polnische Abschnitt ist durchgängig sehr gut ausgeschildert. Die Straßenqualität ist trotz einer sehr geringen Verkehrsdichte mindestens so gut wie in Deutschland.

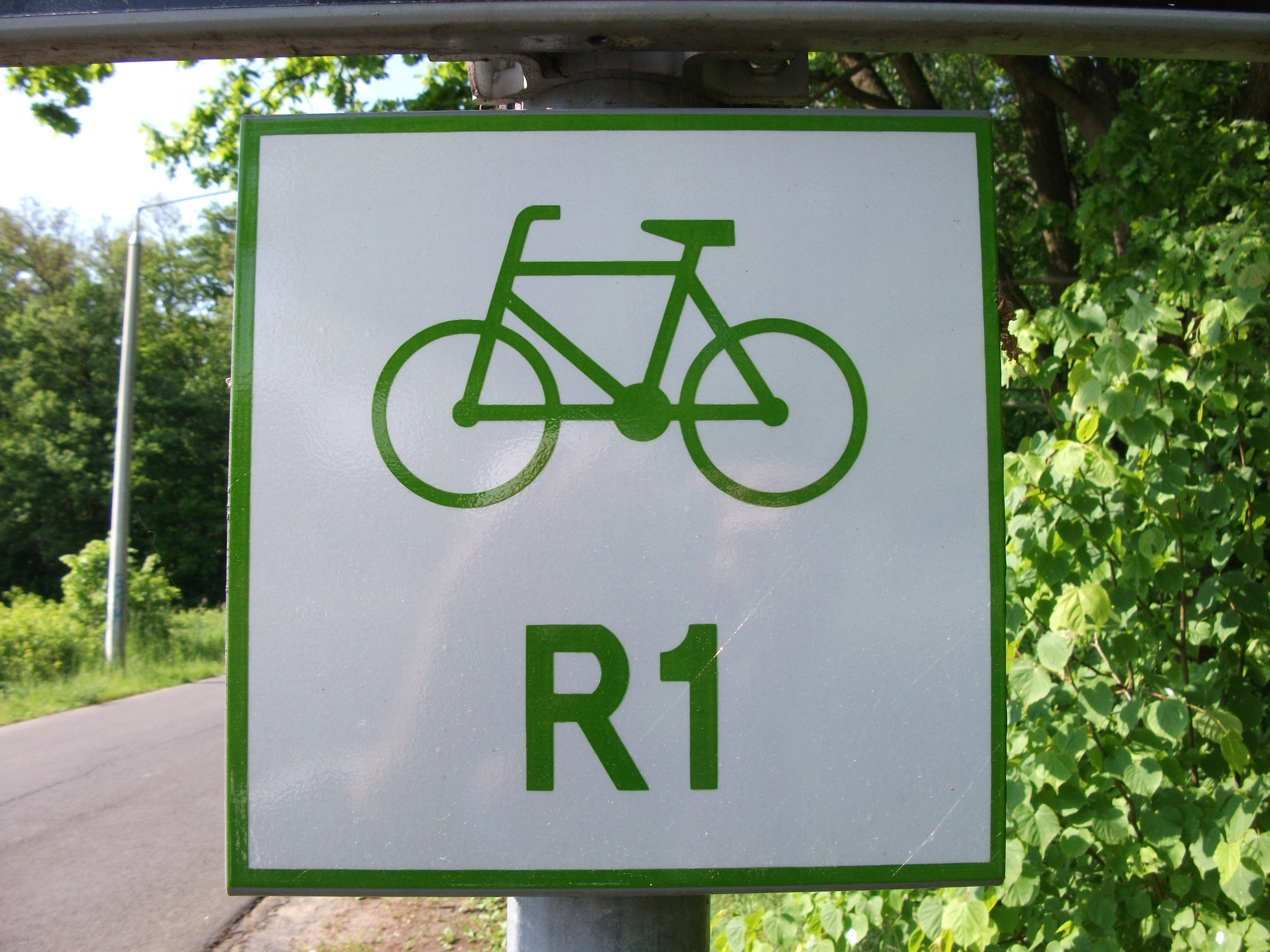
Hinweisschild auf den Europaradweg R1 in Mokre, Gemeinde Grudziądz, Polen

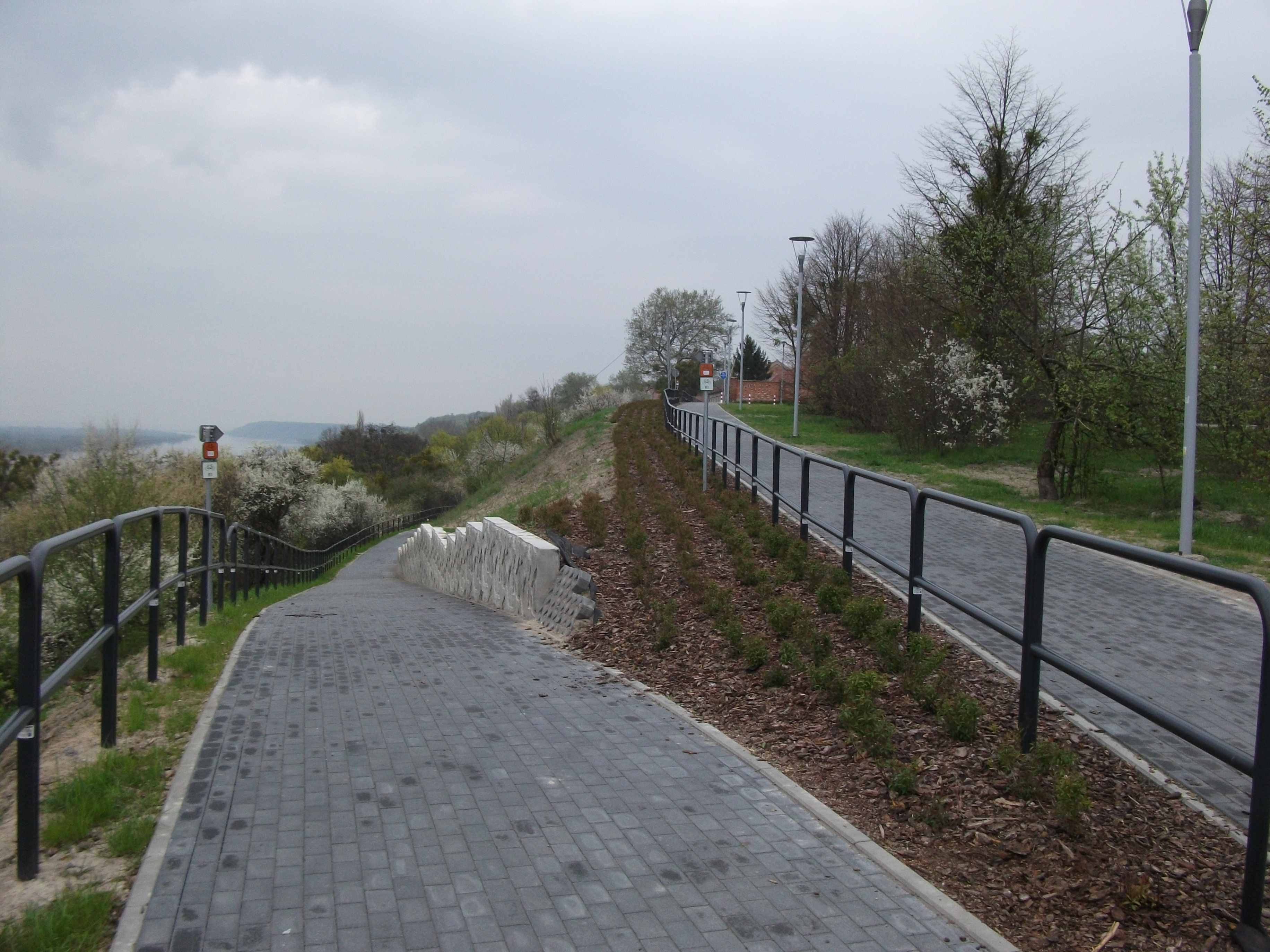
EuroRoute R1 in Grudziądz, Polen

### Baltikum: Litauen, Lettland, Estland
In den baltischen Staaten ist die Lage noch sehr unterschiedlich. In Litauen gibt es seit 2006 den „Küstenradweg Litauen“, ein separater, bis auf kleine Abschnitte durchgängiger Radweg, der nicht als R1 ausgeschildert ist, sondern mit der Nummer 10 (für EuroVelo Nr. 10). In Estland ist der R1 auf den nationalen Fahrradrouten Nr. 3 und 4 ausgeschildert – allerdings gibt es zumeist keinen separaten Radweg, sondern die Route ist auf existierenden, wenig befahrenen Nebenstraßen ausgeschildert. Für Lettland gibt es bis jetzt nur eine Wegbeschreibung und viele Pläne. Teile der geplanten Route in Nordostlettland (Vidzeme) wurden im Sommer 2010 mit Radroutenschildern versehen.

### Russland
Nach der russischen Exklave Kaliningrad wird Russland ein zweites Mal durchfahren.
Von Narva über Sankt Petersburg bis zur finnischen Grenze führt die Route entlang des finnischen Meerbusen zur finnischen Grenze.

### Finnland
Von der russisch-finnischen Grenze nahe Vaalimaa führt die Streckenführung der nationalen finnischen Radroute 7 – dem sogenannten Königsweg – über Hamina, Kotka, Loviisa und Porvoo nach Helsinki.

## Beschilderung

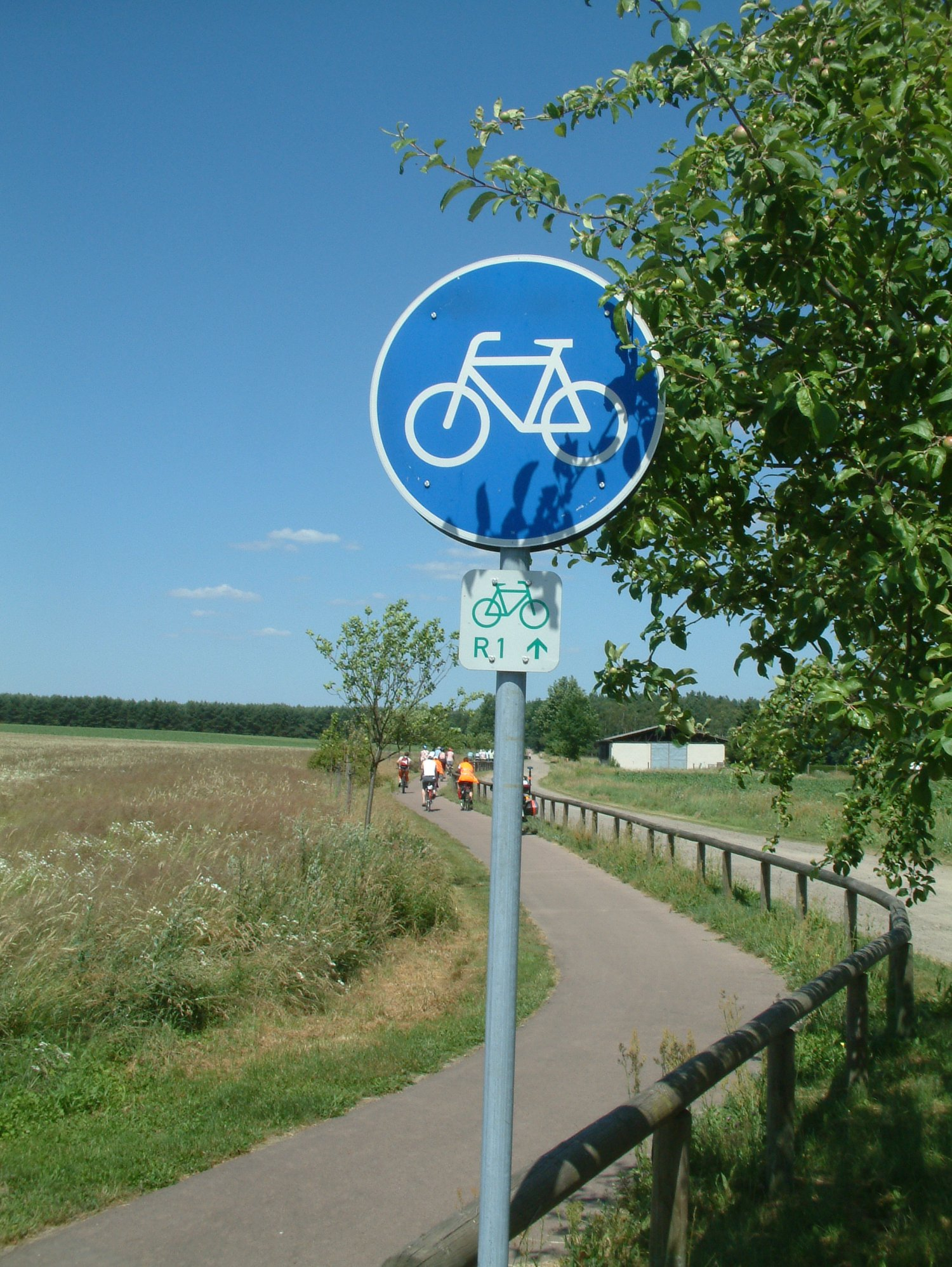
Der R1 bei Rabenstein/Fläming in Brandenburg

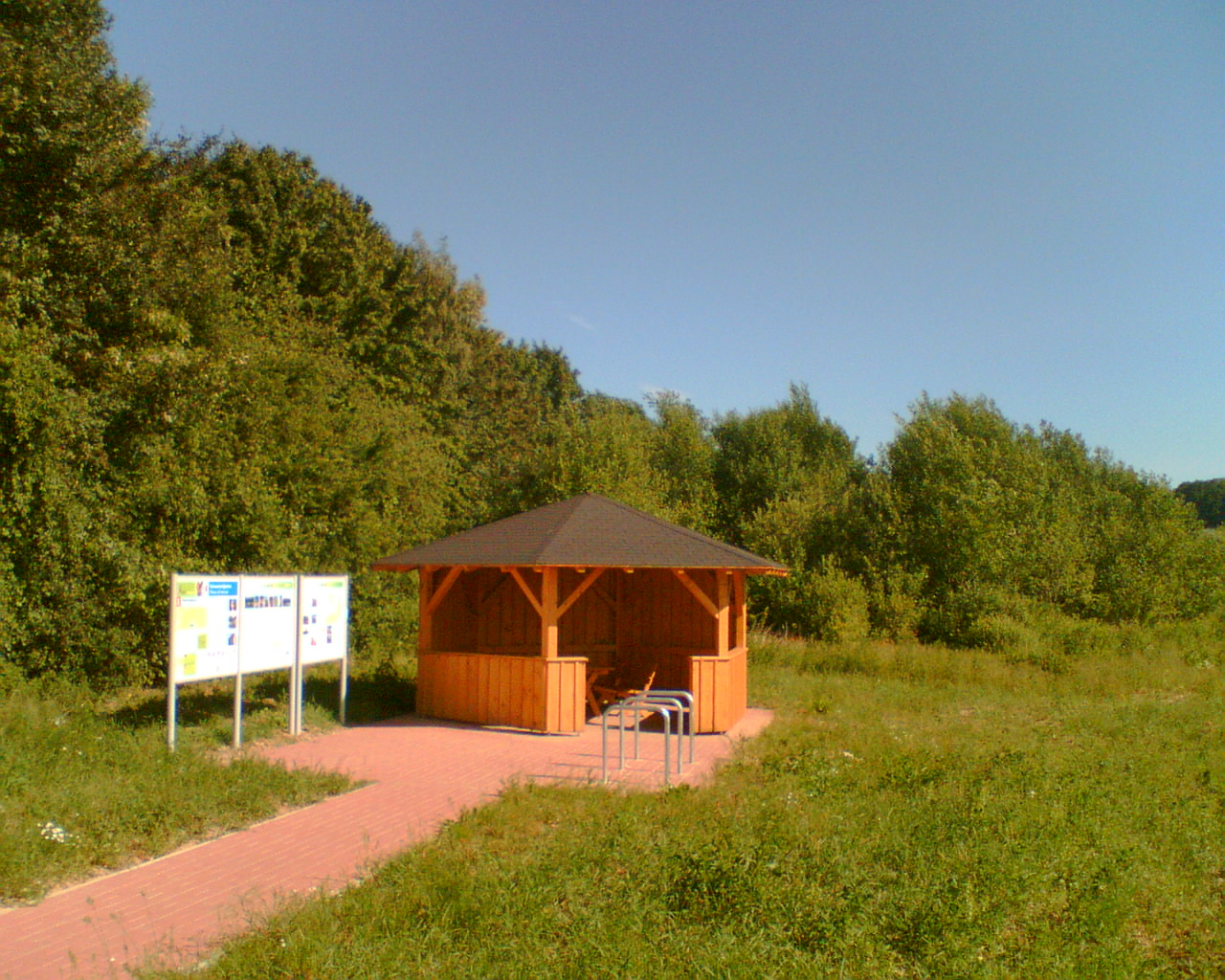
Rastplatz am R1 bei Markoldendorf

In Frankreich, Belgien und den Niederlanden ist der Europa-Radweg in grün auf weiß beschildert als: „Route de la mer du Nord“ (Boulogne-sur-Mer-Watten) „LF 1/Noordzeeroute“ (Watten-Den Haag) „LF 4/Midden-Nederlandroute“ (Den Haag-Geesteren) und LF 40 (nach Zwillbrock).
In Deutschland ist der Europaradweg inzwischen weitgehend als „R1“ in grün auf weiß beschildert. Teilweise findet man die ausgeschriebene Variante „Europaradweg R1“ oder „Europa-Route R1“ mit zusätzlichen Erklärungen, Ortstafeln und Hinweisen auf touristisch interessante Ziele. Der Europaradweg ist deckungsgleich mit der „D-Route 3“, die ebenfalls als solche beschildert ist.

## Ausbau
Grundsätzlich wird der Europa-Radweg über Strecken geführt, die wenig mit Kfz-Verkehr belastet sind.
In vielen Passagen führt der Weg durch touristisch interessante Orte. Außerorts verläuft die Route meist durch die Natur und abseits der Straßen. In vielen Regionen sind die Wege bereits sehr gut ausgebaut. Teilweise sind die Fahrbahnflächen aber noch unbefestigt. Im Harz bestehen zwischen Langelsheim und Ermsleben einige starke Steigungen. Manchmal klaffen auch Lücken (wie beispielsweise in Petzow), wo der Radweg ohne Hinweise und weiterer Ausschilderung endet.
An einigen Stellen des Fernradweges befinden sich Fahrrad-Rastplätze.